# Achilles Tatius
Achilles Tatius (Oudgrieks Αχιλλεύς Τάτιος / Achilleus Tatios) was een Grieks-Alexandrijnse schrijver uit de 2e eeuw na Chr.
Hij is de auteur van een avonturenroman Leukippe en Kleitophon, met alle typische kenmerken van het genre. Het boek is een van de vijf romans die tot de oudste van het genre worden gerekend.

## Nederlandse vertaling
- De liefdesperikelen van Leukippe en Kleitofon, vertaald en toegelicht door Hein L. van Dolen, 1998, ISBN 9789025301736